# Meteorito Gibeon

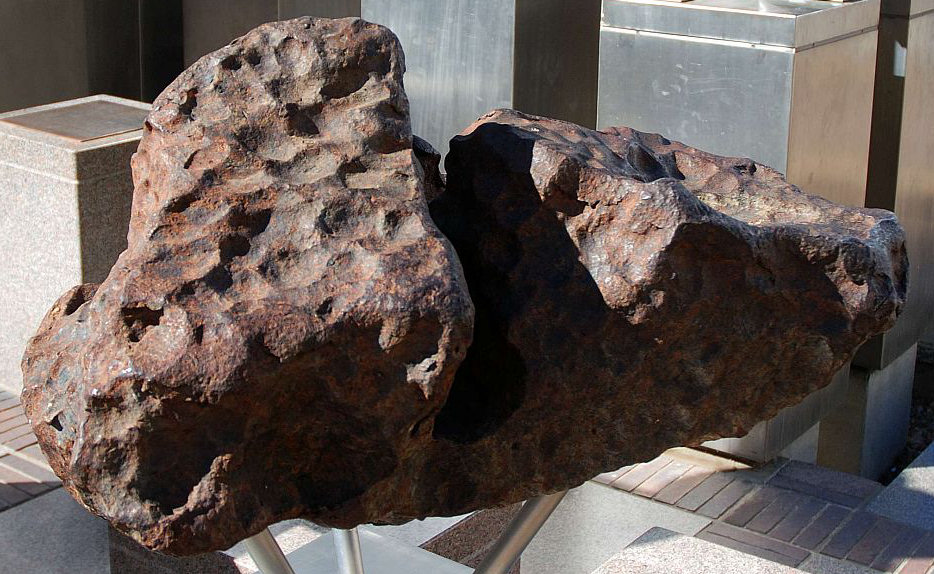
Meteoritos de Gibeon en Post Street Mall, Windhoek, Namibia.

El meteorito Gibeon alcanzó la tierra en épocas prehistóricas, llevando el nombre de la localidad más cercana donde fuera encontrado, Gibeon, Namibia.
Es un meteorito metálico compuesto mayoritariamente de hierro y níquel, así como aleaciones metálicas que contienen cantidades significativas de cobalto y fósforo.
Los pueblos de la región usaban su metal para hacer herramientas hasta que en 1836, el capitán inglés Sir James Edward Alexander,  tomara muestras y las enviara a Londres donde confirmaría su origen extraterrestre.